# Savane River
Savane River är ett vattendrag i Dominica.   Det ligger i parishen Saint Patrick, i den södra delen av landet, 14 km öster om huvudstaden Roseau. Savane River ligger på ön Dominica.